# Deontay Wilder vs. Tyson Fury III
Deontay Wilder vs. Tyson Fury III è stato un incontro di pugilato disputatosi il 9 ottobre 2021 presso la T-Mobile Arena di Paradise, Nevada, negli Stati Uniti d'America.
Terzo confronto tra i due pugili, il combattimento terminò con la vittoria di Fury che mandò al tappeto per KO l'avversario all'undicesimo round.
Il match è noto anche come Fury vs. Wilder: Once and For All ("Una volta per tutte"), per ragioni di tipo promozionale.

## Contesto
Il primo match tra Fury e Wilder del dicembre 2018, era terminato con un controverso pareggio. Nel rematch del febbraio 2020, Fury aveva sconfitto Wilder per KO tecnico al settimo round conquistando i titoli WBC e The Ring dei pesi massimi. Wilder sfruttò la clausola di rivincita contrattuale a marzo, e l'incontro venne inizialmente fissato per il 18 luglio. Tuttavia, a causa della convalescenza di Wilder da un intervento chirurgico e delle restrizioni imposte dalla pandemia di COVID-19, il match fu posticipato ad ottobre. La data venne nuovamente spostata a dicembre, sempre in seguito alla pandemia che avrebbe limitato l'afflusso di pubblico. Quando il network ESPN comunicò di non essere disposto a trasmettere in televisione l'incontro poiché l'evento sarebbe stato in conflitto con il loro programma NFL, fu suggerito che la data fosse posticipata per la terza volta. Dopo aver appreso la notizia, Fury dichiarò che si sarebbe ritirato dal combattimento, affermando: «Mi hanno chiesto se avrei accettato di spostarlo a dicembre. Ho accettato il 19 dicembre. Poi hanno provato a cambiare di nuovo la data nel prossimo anno. Mi sono allenato. Sono pronto». Wilder rispose ai commenti pubblicando un video sui social media, accusando Fury di avere imbrogliato nel loro combattimento del febbraio 2020.
Con la squadra di Fury a insistere che la clausola di rivincita era ormai scaduta e la squadra di Wilder che insisteva per il contrario, i due team avviarono un processo di mediazione nel tentativo di risolvere il problema, con un risultato legalmente vincolante deciso da un giudice arbitrale. Nel frattempo, Fury entrò in trattativa per un match di unificazione dei titoli con Anthony Joshua, campione WBA (Super), IBF e WBO. Dopo mesi di trattative tra i promotori di Fury e Joshua, si pensava che fosse imminente un annuncio ufficiale. Invece, il 17 maggio 2021, fu annunciato che l'arbitrato del giudice si era pronunciato in favore di Wilder, obbligando Fury a scontrarsi con Wilder non più tardi del 15 settembre.
Nei mesi seguenti, il co-promotore di Fury, Bob Arum, rivelò come data presunta il 24 luglio, presso la T-Mobile Arena di Las Vegas. Il match venne rimandato a causa della positività di Fury al COVID-19 nel luglio 2021. La nuova data fissata per il match fu il 9 ottobre 2021. Entrambi i pugili si presentarono al match con il maggior peso raggiunto in carriera, con il campione Fury con un peso di 126 kg, e lo sfidante Wilder con un peso di 108 kg.

## L'incontro
Wilder cominciò il combattimento aggredendo l'avversario, colpendo Fury al corpo e portando a segno diversi colpi al petto e allo stomaco nel primo round, che tutti e tre i giudici assegnarono a Wilder. Nel secondo round, Fury iniziò a spingere Wilder all'indietro costringendolo all'angolo. Verso la fine del terzo round, Fury colpì Wilder con un gancio destro alla tempia seguito da un montante destro, che mandò Wilder al tappeto. Egli riuscì a rimettersi in piedi. Nel quarto round, Wilder portò a segno un jab sinistro seguito da un destro dritto alla tempia sinistra di Fury, stordendo il campione e abbattendolo. Fury riuscì ad alzarsi in piedi, ma fu atterrato ancora una volta dopo che Wilder lo colpì con un gancio destro corto dietro l'orecchio. Fury si rialzò nuovamente, poco tempo prima del suono del gong. All'inizio del quinto round, Wilder non fu in grado di assestare alcun colpo significativo. Fury iniziò quindi a riaffermarsi e prese il controllo del combattimento nei round sei, sette, otto e nove, superando Wilder e facendolo vacillare con una serie di colpi pesanti mentre lo sfidante iniziava a sembrare affaticato. Nel decimo round, Fury mandò al tappeto Wilder per la seconda volta con un potente destro. Wilder si alzò in piedi e vide la fine del round. Nell'undicesimo round, a circa un minuto dall'inizio, Fury colpì con un gancio destro la tempia di Wilder, facendolo crollare a terra. L'arbitro Russell Mora decise di interrompere immediatamente l'incontro, decretando la vittoria del campione in carica.

### Arbitro e giudici
- Arbitro: Russell Mora
- Giudice: Dave Moretti
- Giudice: Steve Weisfeld
- Giudice: Tim Cheatham

## Conseguenze
Al termine del combattimento, Fury cercò di stringere la mano a Wilder, ma egli rifiutò. Nell'intervista post-match, Fury dichiarò: «Sono uno sportivo. Sono andato da lui per mostrare un po' di amore e rispetto e lui non ha fatto lo stesso. Pregherò per lui in modo che Dio addolcisca il suo cuore». Fury ha poi aggiunto che "è stata una grande lotta stasera, degna delle migliori trilogie storiche". Lodi all'incontro sono state immediatamente profuse, con fan ed esperti che lo descrivono come uno dei più grandi incontri dei pesi massimi della storia. Il promotore Bob Arum ha dichiarato di "non aver mai visto un combattimento dei pesi massimi così magnifico" durante i suoi 57 anni di carriera nel pugilato.

## Il programma (PPV)
| N. | Match                                            | Titolo in palio                                             | Risultato             | Round | Tempo |
| -- | ------------------------------------------------ | ----------------------------------------------------------- | --------------------- | ----- | ----- |
| 1  | Tyson Fury (c) sconfigge Deontay Wilder          | Titoli WBC, Ring Magazine dei pesi massimi                  | KO                    | 11º   | 1:10  |
| 2  | Frank Sánchez (c) sconfigge Efe Ajagba           | Titoli WBC Continental Americas e WBO-NABO dei pesi massimi | Decisione unanime     | 10º   |       |
| 3  | Robert Helenius sconfigge Adam Kownacki          |                                                             | KO tecnico            | 6º    | 2:38  |
| 4  | Jared Anderson vs. Vladimir Tereshkin            | Titolo vacante NABF Junior dei pesi massimi                 | KO tecnico            | 2º    | 2:51  |
| 5  | Edgar Berlanga sconfigge Marcelo Esteban Coceres | Titolo vacante WBO–NABO dei pesi mediomassimi               | Decisione unanime     | 10º   |       |
| 6  | Vladimir Hernandez sconfigge Julian Williams     |                                                             | Decisione non unanime | 10º   |       |
| 7  | Viktor Vikhryst sconfigge Mike Marshall          |                                                             | KO                    | 3º    |       |